# Relais 4 × 400 mètres féminin aux championnats du monde d'athlétisme 2015
Navigation
Moscou 2013 Londres 2017
L'épreuve du relais 4 x 400 mètres féminin des championnats du monde de 2015 s'est déroulée les 29 et 30 août 2015 dans le Stade national, le stade olympique de Pékin, en Chine. Elle est remportée par l'équipe de Jamaïque.

## Résultats

### Finale
La finale a eu lieu à 20:05
| Rang               | Couloir | Pays        | Athlètes                                                                         | Temps         | Notes |
| ------------------ | ------- | ----------- | -------------------------------------------------------------------------------- | ------------- | ----- |
| Médaille d'or      | 6       | Jamaïque    | Christine Day, Shericka Jackson, Stephenie Ann McPherson, Novlene Williams-Mills | 3 min 19 s 13 | WL    |
| Médaille d'argent  | 4       | États-Unis  | Sanya Richards-Ross, Natasha Hastings, Allyson Felix, Francena McCorory          | 3 min 19 s 44 |       |
| Médaille de bronze | 5       | Royaume-Uni | Christine Ohuruogu, Anyika Onuora, Eilidh Child, Seren Bundy-Davies              | 3 min 23 s 62 | SB    |
| 4                  | 8       | Russie      | Nadezhda Kotlyarova, Ksenia Zadorina, Kseniya Ryzhova, Kseniya Aksyonova         | 3 min 24 s 84 |       |
| 5                  | 2       | Ukraine     | Olha Zemlyak, Nataliia Lupu, Nataliya Pyhyda, Olha Lyakhova                      | 3 min 25 s 94 | SB    |
| 6                  | 9       | France      | Estelle Perrossier, Marie Gayot, Agnès Raharolahy, Floria Guei                   | 3 min 26 s 45 |       |
| 7                  | 3       | Canada      | Carline Muir, Aiyanna Stiverne, Sage Watson, Audrey Jean-Baptiste                | 3 min 27 s 69 |       |
| —                  | 7       | Nigeria     | Regina George, Funke Oladoye, Tosin Adeloye, Patience Okon George                | DQ            |       |

### Séries
Qualification : 2 premières de chaque série (Q) plus les 2 meilleurs temps (q) se qualifient pour la finale.
| Rang | Série | Couloir | Nation      | Athlètes                                                                          | Temps         | Notes |
| ---- | ----- | ------- | ----------- | --------------------------------------------------------------------------------- | ------------- | ----- |
| 1    | 2     | 4       | États-Unis  | Phyllis Francis, Jessica Beard, Sanya Richards-Ross, Francena McCorory            | 3 min 23 s 05 | Q     |
| 2    | 1     | 8       | Nigeria     | Regina George, Funke Oladoye, Tosin Adeloye, Patience Okon George                 | 3 min 23 s 27 | Q, SB |
| 3    | 1     | 4       | Jamaïque    | Anastasia Le-Roy, Shericka Jackson, Chrisann Gordon, Christine Day                | 3 min 23 s 62 | Q     |
| 4    | 1     | 2       | Russie      | Mariya Mikhailyuk, Ksenia Zadorina, Ekaterina Renzhina, Kseniya Aksyonova         | 3 min 23 s 75 | Q, SB |
| 5    | 2     | 9       | Royaume-Uni | Eilidh Child, Anyika Onuora, Kirsten McAslan, Seren Bundy-Davies                  | 3 min 23 s 90 | Q, SB |
| 6    | 2     | 3       | France      | Estelle Perrossier, Marie Gayot, Agnès Raharolahy, Floria Gueï                    | 3 min 24 s 86 | Q, SB |
| 7    | 2     | 2       | Ukraine     | Yuliya Olishevska, Olha Bibik, Olha Zemlyak, Olha Lyakhova                        | 3 min 26 s 01 | q, SB |
| 8    | 1     | 3       | Canada      | Carline Muir, Aiyanna Stiverne, Sage Watson, Nicole Sassine                       | 3 min 26 s 14 | q, SB |
| 9    | 2     | 7       | Italie      | Maria Benedicta Chigbolu, Elena Maria Bonfanti, Ayomide Folorunso, Chiara Bazzoni | 3 min 27 s 07 | SB    |
| 10   | 2     | 8       | Bahamas     | Lanece Clarke, Christine Amertil, Katrina Seymour, Shaunae Miller                 | 3 min 28 s 46 | NR    |
| 11   | 1     | 7       | Roumanie    | Andreea Grecu, Anamaria Ioniță, Sanda Belgyan, Bianca Răzor                       | 3 min 28 s 60 | SB    |
| 12   | 1     | 6       | Australie   | Anneliese Rubie, Jessica Gulli, Lauren Wells, Morgan Mitchell                     | 3 min 28 s 61 | SB    |
| 13   | 2     | 6       | Japon       | Seika Aoyama, Kana Ichikawa, Asami Chiba, Sayaka Aoki                             | 3 min 28 s 91 | NR    |
| 14   | 2     | 5       | Inde        | Jisna Mathew, Tintu Lukka, Debasree Majumdar, M. R. Poovamma                      | 3 min 29 s 08 | SB    |
| 15   | 1     | 9       | Pologne     | Małgorzata Hołub, Patrycja Wyciszkiewicz, Joanna Linkiewicz, Justyna Święty       | 3 min 32 s 83 |       |
| 16   | 1     | 5       | Chine       | Huang Guifen, Wang Huan, Li Xue, Cheng Chong                                      | 3 min 34 s 98 |       |

## Légende
Records et Performances
- AR : Record continental (area record)
- CR : Record des championnats (championship record)
- MR : Record du meeting (meet record)
- NR : Record national (national record)
- OR : Record olympique (olympic record)
- PR : Record paralympique (paralympic record)
- PB : Record personnel (personal best)
- SB : Meilleure performance personnelle de la saison (season's best)
- WL : Meilleure performance mondiale de l'année (world leader)
- WJR : Record du monde junior (world junior record)
- WR : Record du monde (world record)

Circonstances et Conditions
- DNF : N'a pas terminé (did not finish)
- DNS : N'a pas pris le départ (did not start)
- DQ : Disqualification (disqualification)
- NM : Aucun essai valable enregistré (No Mark)
- Q : Qualifié « directement » au prochain tour (ou à la prochaine compétition), lors d'une compétition majeure, grâce au classement ou à la réalisation des minima (automatic qualifier)
- q : Qualifié au prochain tour (ou à la prochaine compétition), lors d'une compétition majeure, grâce au repêchage ou à la réalisation de l'une des meilleures performances parmi celles des « non qualifiés directement » (grâce au meilleur temps ou à la meilleure distance par exemple) (secondary qualifier)